# Don't Take It Personal (Just One of Dem Days)
Don't Take It Personal (Just One of Dem Days) è un brano musicale R&B della cantante statunitense Monica, prodotto da Dallas Austin e scritto da Derrick Simmons, tratto dall'album di debutto dell'artista, Miss Thang. Il brano è stato pubblicato nella metà del 1995 come singolo apripista dell'album, e quindi singolo di debutto della cantante. Il singolo ha avuto un notevole successo, avendo conquistato la prima posizione nelle classifiche R&B di Billboard, la seconda posizione nella Hot 100 e il disco di platino. La canzone ha avuto successo in diversi paesi, facendo conoscere la cantante al grande pubblico e rimanendo uno dei singoli più fortunati della sua carriera.

## Composizione e testo
Il pezzo utilizza il campionamento di ben due brani: Back Seat of My Jeep di LL Cool J, uscito solo due anni prima, e un pezzo degli anni '70 dei The Detroit Emeralds, You're Getting a Little Too Smart. L'unione di questi due "sample" conferisce al brano l'appartenenza al genere hip hop soul, nato nella prima metà degli anni '90 e già molto in voga, grazie all'utilizzo degli scratch e del ritmo hip hop del brano di LL Cool J, e al recupero di un brano tipico dell'esplosione soul anni '70. La canzone si apre con un a cappella della giovanissima cantante che mette in risalto le doti vocali dell'artista, per poi fondere la sua voce con il beat urban del pezzo. Il testo della canzone ha per protagonista una ragazza che intima il proprio fidanzato di lasciarla in pace non perché si sia disamorata di lui, ma perché si trova semplicemente in uno di quei giorni che una ragazza può attraversare, in cui vuole restare in solitudine e percepisce dentro di sé una rabbia che non vuole rigettare sugli altri.

## Video
Il videoclip della canzone, diretto da Rich Murray, è quasi interamente in bianco e nero, e mostra la cantante in un interno sprovvisto d'arredamento, mentre in strada un ragazzo insieme a degli amici la sprona a scendere. Durante il video vengono alternate immagini della cantante da sola a casa e del ragazzo in un bar con gli amici. Il look di Monica in questo che è il suo primo video è molto semplice e mascolino, da perfetto maschiaccio: capelli cortissimi gellati, camicia a quadri oversize, maglione bianco a collo alto. Quest'immagine da strada è stemperata da una nota femminile, ovvero una manicure alla francese perfetta.

## Ricezione
All'epoca sia della registrazione che dell'uscita del singolo Monica aveva appena 14 anni, e in poco tempo l'enorme successo ottenuto dal brano la proietta nel firmamento delle giovani star della musica. Il singolo ha raggiunto la numero 1 della Hot R&B/Hip-Hop Songs di Billboard, dove è rimasto in vetta per due settimane consecutive e ha passato 28 settimane totali in classifica. Il successo non si è limitato solo al territorio R&B/Hip hop: il brano infatti ha raggiunto anche il numero 2 della Billboard Hot 100, dove ha passato 29 settimane; grazie al milione di copie vendute, il singolo si è aggiudicato anche il disco di platino dalla RIAA il 16 luglio 1995 e nelle classifiche di fine anno di Billboard è stato posizionato al numero 9 nella classifica pop e al numero 6 in quella R&B. Il successo è stato decretato soprattutto dalle vendite del singolo nei negozi: infatti nella classifica dedicata esclusivamente alle vendite, la Hot Singles Sales, il singolo ha raggiunto la posizione numero 1, mentre in quella dedicata al passaggio radiofonico, la Hot 100 Airplay, ha raggiunto la numero 9.
Se nel Regno Unito il singolo si è fermato al numero 32 in classifica, in territorio oceanico ha effettuato una performance nettamente superiore. In Nuova Zelanda ha esordito al numero 21, per poi raggiungere il numero 5, passando un totale di 19 settimane in classifica, di cui nove in top10. In Australia ha raggiunto invece il numero 7, ma ha passato 24 settimane in classifica. Nei Paesi Bassi ha speso poche settimane nella classifica nazionale, ma ha avuto il privilegio di essere il primo singolo a portare Monica in top20, arrivando alla posizione numero 20.

## Classifiche
| Classifica (1995)                       | Posizione |
| --------------------------------------- | --------- |
| Australia                               | 7         |
| Nuova Zelanda                           | 5         |
| Paesi Bassi                             | 20        |
| Regno Unito                             | 32        |
| U.S. Billboard Hot 100                  | 2         |
| U.S. Billboard Hot 100 Airplay          | 9         |
| U.S. Billboard Hot Singles Sales        | 1         |
| U.S. Billboard Hot R&B Singles & Tracks | 1         |
| U.S. Billboard Hot Dance Singles Sales  | 2         |
| U.S. Billboard Rhythmic Top 40          | 1         |
| U.S. Billboard Top 40 Mainstream        | 23        |